# Aéroport international Austin-Bergstrom
Pour les articles homonymes, voir AUS.
Ne pas confondre avec Aéroport international Austin-Straubel au Wisconsin.
L'aéroport international Austin-Bergstrom (en anglais : Austin–Bergstrom International Airport), dit Austin-Bergstrom (code IATA : AUS • code OACI : KAUS), est un aéroport américain domestique et international desservant la ville d'Austin, capitale de l'État du Texas et siège du comté de Travis. Situé à 8 km au sud-est du quartier d'affaires d'Austin, il est le 32e aéroport américain et 3e aéroport texan le plus fréquenté avec 17,3 millions de passagers qui en font usage en 2019.

## Situation
| Abilene Austin Beaumont Corpus Christi Dallas Love Dallas-Fort Worth East Texas Easterwood El Paso Houston · George-Bush Houston-Hobby Killeen · Fort Hood Laredo Lubbock Preston Smith McAllen Miller Midland Rick Husband Amarillo San Angelo San Antonio Tyler Pounds Valley Victoria Waco Wichita Falls |

## Statistiques
Le graphique qui aurait dû être présenté ici ne peut pas être affiché car il utilise l'ancienne extension Graph, désactivée pour des questions de sécurité. Des indications pour créer un nouveau graphique avec la nouvelle extension Chart sont disponibles ici.

Voir la requête brute et les sources sur Wikidata.

## Terminaux

### Terminal Barbara Jordan

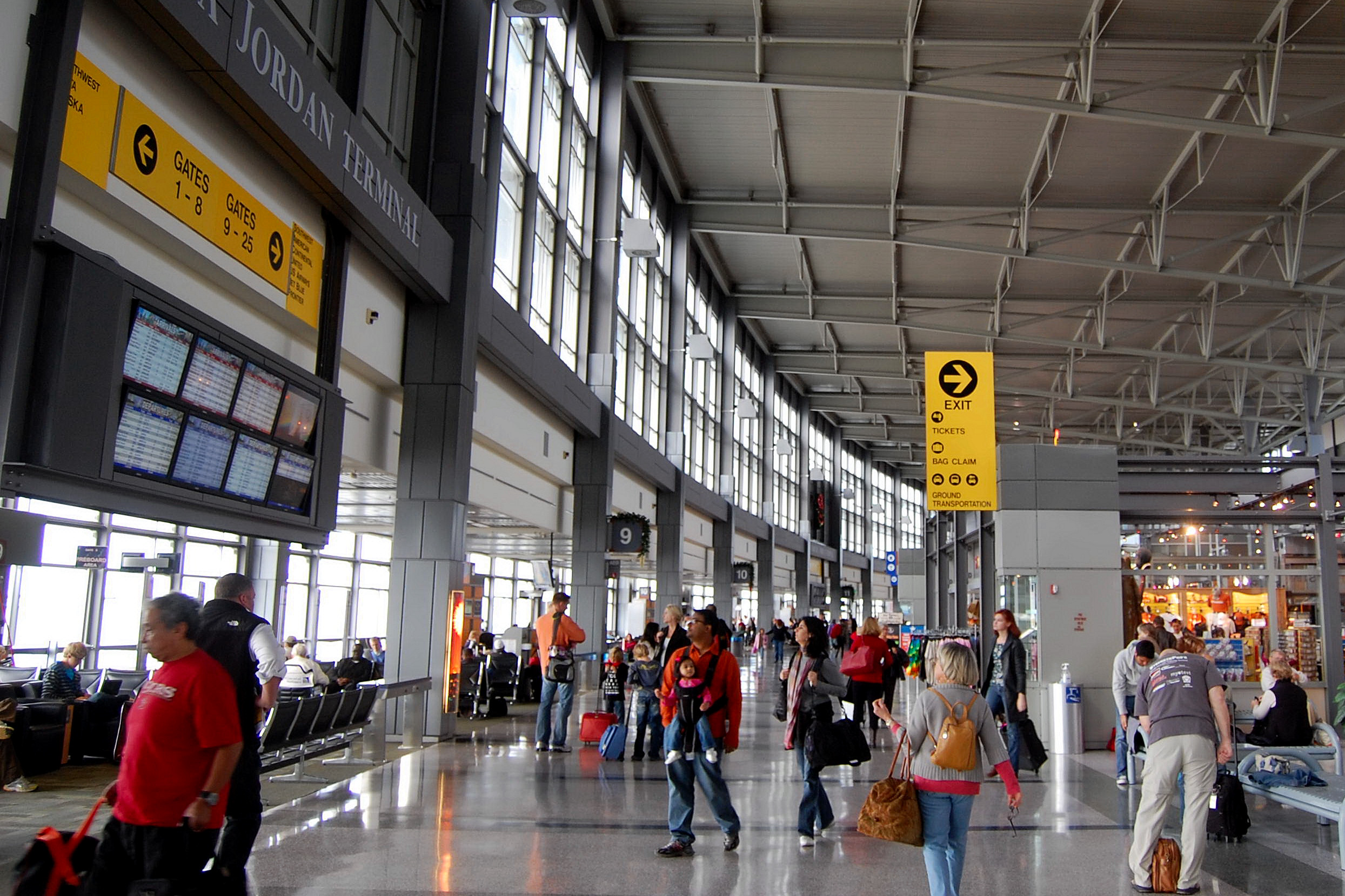
Terminal Barbara Jordan.

Le terminal Barbara Jordan couvre 61 000 m2 de surface intérieure avec 25 portes d'embarquement. En 2014, le conseil municipal d'Austin approuve la construction de 7 nouvelles portes à l'est de l'aéroport.

### Terminal Sud
Le terminal Sud est construit pour Viva Aerobus et ouvert le 1er mai 2008. Le terminal comporte trois portes sans passerelles aéroportuaires. Le terminal est fermé le 1er juin 2009 après que Viva Aerobus met un terme à ses vols à Austin. À partir de juin, il est signalé que deux compagnies aériennes, Allegiant et Frontier, sont en négociations pour utiliser le terminal Sud.

## Compagnies et destinations
L'aéroport international Austin-Bergstrom est desservi par 18 compagnies aériennes et leurs filiales aux 47 destinations en Amérique du Nord, aux Caraïbes et en Europe.
| Compagnies           | Destinations | Refs   |
| -------------------- | --- | ------ |
| Aeroméxico Connect   | Mexico-B. Juárez | [ 5 ]  |
| Air Canada           | En saison : Toronto (Pearson) | [ 6 ]  |
| Air Canada Express   | En saison : Toronto (Pearson) | [ 6 ]  |
| Alaska Airlines      | Boise, Los Angeles, Portland, San Diego, San Francisco, San José (Californie), Seattle-Tacoma | [ 7 ]  |
| Allegiant Air        | Albuquerque, Asheville, Albuquerque, Cincinnati-Northern Kentucky, Des Moines, Grand Rapids-G. R. Ford, Indianapolis, Knoxville-McGhee Tyson (en), Des Moines, Las Vegas-Harry-Reid, Memphis, Pittsburgh En saison : Asheville, Fort Walton-Nord Floride, Bozeman Yellowstone (en), Fort Walton-Nord Floride, Nord-ouest de l'Arkansas, Orlando-Sanford, Pittsburgh | [ 9 ]  |
| American Airlines    | Boston Logan, Cancún, Charlotte-Douglas, Chicago-O'Hare, Dallas-Fort Worth, Las Vegas-Harry-Reid, Liberia-D.-Oduber, Los Angeles, Miami, New York-John F. Kennedy, Orlando, New York-John F. Kennedy, Nassau L. Pindling, Phoenix-Sky Harbor, Punta Cana, Puerto Vallarta, San José (Californie), San Juan - Luis-Muñoz-Marín, Tampa, New York-John F. Kennedy, Washington-Dulles, En saison : Los Cabos | [ 11 ] |
| American Eagle       | Cincinnati-Northern Kentucky, El Paso, Indianapolis, Jacksonville, , Nashville, La Nouvelle-Orléans-L. Armstrong, Oklahoma City (Will Rogers-World), Raleigh-Durham, Reno-Tahoe, Lambert-Saint Louis, Tulsa (en) En saison : Aspen, Fort Walton-Nord Floride, Miami | [ 11 ] |
| British Airways      | Londres-Heathrow | [ 13 ] |
| Delta Air Lines      | Atlanta H.-Jackson, Boston Logan, Détroit, Los Angeles, Minneapolis-Saint-Paul, New York-John F. Kennedy, Salt Lake City, Seattle-Tacoma En saison : Raleigh-Durham | [ 14 ] |
| Delta Connection     | Cincinnati-Northern Kentucky En saison : Raleigh-Durham | [ 14 ] |
| Frontier Airlines    | Denver, Las Vegas-Harry-Reid, Miami, Orlando En saison : Tampa | [ 16 ] |
| Hawaiian Airlines    | Honolulu | [ 17 ] |
| JetBlue              | Boston Logan, Fort Lauderdale-Hollywood, Long Beach, New York-John F. Kennedy, Orlando | [ 18 ] |
| KLM                  | Amsterdam | [ 20 ] |
| Lufthansa            | Francfort | [ 21 ] |
| Southwest Airlines   | Albuquerque, Atlanta H.-Jackson, Baltimore-T. Marshall, Burbank-Hollywood, Chicago-Midway, Dallas-Love Field, Denver, El Paso, Fort Lauderdale-Hollywood, Harlingen-Valley International (en), Houston-W. P. Hobby, Kansas City, Las Vegas-Harry-Reid, Los Angeles, Lubbock Preston Smith (en), Nashville, La Nouvelle-Orléans-L. Armstrong, Oakland, Santa Ana-J. Wayne, Orlando, Phoenix-Sky Harbor, Raleigh-Durham, Sacramento, San Diego, San José (Californie), Lambert-Saint Louis, Tampa, Washington-Reagan En saison : Boston Logan, Cancún, Fort Walton-Nord Floride, Indianapolis, Plages du nord-ouest de la Floride, Pensacola, Salt Lake City | [ 22 ] |
| Spirit Airlines      | Atlanta H.-Jackson, Cancún, Chicago-O'Hare, Denver, Détroit, Fort Lauderdale-Hollywood, Las Vegas-Harry-Reid, Los Angeles, Nashville, Newark-Liberty, La Nouvelle-Orléans-L. Armstrong, Orlando, Pensacola | [ 24 ] |
| Sun Country Airlines | En saison : Cancún, Minneapolis-Saint-Paul | [ 25 ] |
| United Airlines      | Chicago-O'Hare, Denver, Houston-George Bush, Newark-Liberty, San Francisco, Washington-Dulles | [ 26 ] |
| United Express       | Denver, Houston-George Bush, Los Angeles, San Francisco, Washington-Dulles | [ 26 ] |
| Virgin Atlantic      | Londres-Heathrow |        |
| WestJet              | En saison : Calgary | .      |